# Títulos individuais de futebolistas pelo Club de Regatas Vasco da Gama
Esta é uma lista de títulos individuais de futebolistas enquanto atuavam pelo Club de Regatas Vasco da Gama.

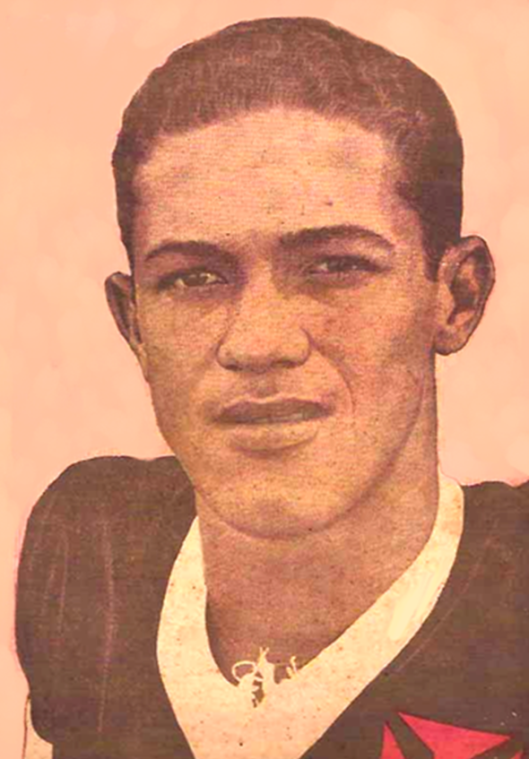
Ademir de Menezes, o futebolista do ano em 1950.

Neste anexo, estão listados os futebolistas e treinadores que, quando tiveram passagem pelo Vasco da Gama, ganharam algum prêmio. No Brasil, o prêmio mais antigo é o Bola de Ouro, que é dado ao jogador com melhor média de notas após o término do Campeonato Brasileiro de Futebol. Outro prêmio, o Bola de Prata, é distribuído aos onze melhores jogadores com melhor média de nota por posição, formando assim uma seleção de jogadores. O Bola de Ouro e o Bola de Prata só são distribuídos para futebolistas de clubes da Série A. O ganhador do Bola de Ouro é considerado o melhor jogador do Brasil.
Outro prêmio criado recentemente, em 2005, é o Prêmio Craque do Brasileirão, numa parceria entre a Rede Globo e a Confederação Brasileira de Futebol. É a premiação oficial dos jogadores que disputam o Campeonato Brasileiro de Futebol. Antes do fim do campeonato, um "colégio eleitoral", formado por jogadores, treinadores, ex-jogadores e intelectuais, elege os três melhores do campeonato em cada posição. São eleitos também os três melhores treinadores e os três melhores árbitros. No dia da premiação, os três finalistas recebem seus prêmios de acordo com a votação: ouro, prata e bronze. Além destes, é também premiado o jogador considerado a Revelação do Campeonato, o melhor jogador (denominado de Rei da Bola), o artilheiro do Campeonato (denominado de Rei do Gol) e também o Craque da Galera (eleito em votação pela internet). O prêmio acontece sempre na segunda-feira após a última rodada do Campeonato Brasileiro.
Há também o Troféu Mesa Redonda, da TV Gazeta, criado em 2004, também com o intuito de premiar os melhores do Campeonato Brasileiro, através de uma votação pela internet, no site oficial do prêmio. Seguindo o esquema 4-4-2, 4-3-3, ou 3-5-2, há a indicação dos três melhores de cada posição, para cada esquema. A tática mais votada e os jogadores mais votados constituem a seleção. Depois, jornalistas escolhem o melhor do campeonato, a revelação e o melhor treinador.

## Melhor do Mundo
Futebolista do Ano - Mundo Deportivo
Em 1951, Ademir de Menezes foi eleito o melhor jogador de futebol do mundo de 1950 em votação promovida pelo jornal catalão Mundo Deportivo. Ademir ficou na sétima posição na enquete para a escolha do esportista do ano, sendo o mais bem avaliado dentre todos os futebolistas.
| Nome              | Posição  | Ano  |
| ----------------- | -------- | ---- |
| Ademir de Menezes | Atacante | 1950 |

## Recorde Mundial
Goleiro com maior tempo sem sofrer gol - Livro Guinness World Records
| Nome     | Posição | Ano       | Tempo                              | Ref.  |
| -------- | ------- | --------- | ---------------------------------- | ----- |
| Mazarópi | Goleiro | 1977–1978 | 1.883 minutos 1.816 (oficialmente) | [ 7 ] |

## Melhor das Américas
Todos os anos o jornal El País do Uruguai elegem os onze ideais da América e o melhor deles é eleito o Rei da América.
Rei da América - Ouro
| Nome    | Posição  | Ano  |
| ------- | -------- | ---- |
| Bebeto  | Atacante | 1989 |
| Romário | Atacante | 2000 |

Rei da América - Prata
| Nome    | Posição | Ano  |
| ------- | ------- | ---- |
| Mazinho | Meia    | 1989 |

Rei da América - Bronze
| Nome    | Posição  | Ano  |
| ------- | -------- | ---- |
| Romário | Atacante | 2001 |

## Melhor do Brasil
Leader dos footballers do Brasil - Concurso Monroe
Em 1930, o Grande Concurso Nacional Monroe, elegeu o melhor futebolista do Brasil mediante votação popular. Russinho foi o vencedor com 2.900.649 votos.
| Nome     | Posição  | Ano  |
| -------- | -------- | ---- |
| Russinho | Atacante | 1930 |

## Mundial de Clubes
Artilharia
| Nome    | Posição  | Ano  | Gols   | Ref.   |
| ------- | -------- | ---- | ------ | ------ |
| Romário | Atacante | 2000 | 3 Gols | [ 10 ] |

Bola de Prata
| Nome    | Posição  | Ano  |
| ------- | -------- | ---- |
| Edmundo | Atacante | 2000 |

Bola de Bronze
| Nome    | Posição  | Ano  |
| ------- | -------- | ---- |
| Romário | Atacante | 2000 |

## Copa Intercontinental
Artilharia
| Nome                 | Posição | Ano  | Gols  | Ref.   |
| -------------------- | ------- | ---- | ----- | ------ |
| Juninho Pernambucano | Meia    | 1998 | 1 Gol | [ 10 ] |

## Campeonato Brasileiro
Artilharia
| Nome               | Posição  | Ano  | Gols    |
| ------------------ | -------- | ---- | ------- |
| Roberto Dinamite   | Atacante | 1974 | 16 Gols |
| Paulinho Massariol | Atacante | 1978 | 19 Gols |
| Roberto Dinamite   | Atacante | 1984 | 16 Gols |
| Bebeto             | Atacante | 1992 | 19 Gols |
| Edmundo            | Atacante | 1997 | 29 Gols |
| Romário            | Atacante | 2000 | 20 Gols |
| Romário            | Atacante | 2001 | 21 Gols |
| Romário            | Atacante | 2005 | 22 Gols |

### Prêmio Craque do Brasileirão
Troféu Rei do Gol
| Nome    | Posição  | Ano  | Gols    |
| ------- | -------- | ---- | ------- |
| Romário | Atacante | 2005 | 22 gols |

Craque da galera
| Nome | Posição  | Ano  |
| ---- | -------- | ---- |
| Dedé | Zagueiro | 2011 |
| Nenê | Meia     | 2015 |

Premiados na categoria "ouro"
| Nome                           | Posição          | Ano  |
| ------------------------------ | ---------------- | ---- |
| Dedé                           | Zagueiro-Direito | 2010 |
| Dedé                           | Zagueiro-Direito | 2011 |
| Fágner                         | Lateral-Direito  | 2011 |
| Diego Souza                    | Meia-Direita     | 2011 |
| Ricardo Gomes Cristóvão Borges | Treinador        | 2011 |

Premiados na categoria "prata"
| Nome           | Posição         | Ano  |
| -------------- | --------------- | ---- |
| Andrade        | Volante-Direito | 2006 |
| Morais         | Meia-Direita    | 2006 |
| Renato Gaúcho  | Treinador       | 2006 |
| Leandro Amaral | Atacante        | 2007 |
| Fernando Prass | Goleiro         | 2011 |
| Rômulo         | Volante-Direito | 2011 |

Premiados na categoria "bronze"
| Nome      | Posição  | Ano  |
| --------- | -------- | ---- |
| Alex Dias | Atacante | 2005 |
| Éder Luís | Atacante | 2010 |

### Prêmios da Revista Placar
Bola de Ouro
| Nome          | Posição  | Ano  |
| ------------- | -------- | ---- |
| Roberto Costa | Goleiro  | 1984 |
| Edmundo       | Atacante | 1997 |
| Romário       | Atacante | 2000 |

Bola de Prata
| Nome                 | Posição           | Ano  |
| -------------------- | ----------------- | ---- |
| Andrada              | Goleiro           | 1971 |
| Miguel               | Zagueiro-Esquerdo | 1974 |
| Marco Antônio        | Lateral-Esquerdo  | 1977 |
| Paulinho Massariol   | Atacante          | 1978 |
| Roberto Dinamite     | Atacante          | 1979 |
| Roberto Dinamite     | Atacante          | 1981 |
| Ivan                 | Zagueiro-Esquerdo | 1984 |
| Roberto Costa        | Goleiro           | 1984 |
| Pires                | Meia-Esquerda     | 1984 |
| Mazinho              | Meia-Esquerda     | 1984 |
| Roberto Dinamite     | Atacante          | 1984 |
| Mazinho              | Meia-Esquerda     | 1988 |
| Vivinho              | Meia-Direita      | 1988 |
| Mazinho              | Meia-Esquerda     | 1989 |
| Bismarck             | Meia-Direita      | 1989 |
| Alexandre Torres     | Zagueiro-Direito  | 1992 |
| Bebeto               | Atacante          | 1992 |
| Carlos Germano       | Goleiro           | 1997 |
| Mauro Galvão         | Zagueiro-Direito  | 1997 |
| Edmundo              | Atacante          | 1997 |
| Juninho Paulista     | Meia-Esquerda     | 2000 |
| Juninho Pernambucano | Meia-Direita      | 2000 |
| Romário              | Atacante          | 2000 |
| Ramon Menezes        | Meia-Direita      | 2002 |
| Marcelinho Carioca   | Meia-Direita      | 2003 |
| Petković             | Meia-Direita      | 2004 |
| Leandro Amaral       | Atacante          | 2007 |
| Fernando Prass       | Goleiro           | 2011 |
| Dedé                 | Zagueiro-Direito  | 2011 |

Chuteira de Ouro
| Nome    | Posição  | Ano  |
| ------- | -------- | ---- |
| Romário | Atacante | 1999 |
| Romário | Atacante | 2000 |
| Romário | Atacante | 2002 |

Bola de Prata da Torcida
| Nome           | Posição  | Ano  |
| -------------- | -------- | ---- |
| Leandro Amaral | Atacante | 2007 |

### Troféu Mesa Redonda
Jogadores na Seleção do Troféu
| Nome   | Posição  | Ano  |
| ------ | -------- | ---- |
| Fagner | Lateral  | 2011 |
| Dedé   | Zagueiro |      |
| Dedé   | Zagueiro | 2012 |
| Dedé   | Zagueiro | 2013 |

Revelação do Campeonato
| Nome         | Posição  | Ano  |
| ------------ | -------- | ---- |
| Talles Magno | Atacante | 2019 |

## Campeonato Brasileiro - Série B
Artilharia
| Nome  | Posição  | Ano  | Gols    |
| ----- | -------- | ---- | ------- |
| Elton | Atacante | 2009 | 17 Gols |

Goleiro menos vazado da Série B
| Nome           | Ano  | Gols    |
| -------------- | ---- | ------- |
| Fernando Prass | 2009 | 29 Gols |

Jogadores do Vasco na seleção dos melhores da Série B
| Nome           | Posição | Ano  |
| -------------- | ------- | ---- |
| Fernando Prass | Goleiro | 2009 |

## Copa do Brasil
Artilharia
| Nome       | Posição  | Ano  | Gols   |
| ---------- | -------- | ---- | ------ |
| Valdiram   | Atacante | 2006 | 7 Gols |
| Edmundo    | Atacante | 2008 | 6 Gols |
| Alecsandro | Atacante | 2011 | 5 Gols |
| Vegetti    | Atacante | 2024 | 7 Gols |

## Torneio Rio-São Paulo
Artilharias
| Nome    | Posição  | Ano  | Gols    |
| ------- | -------- | ---- | ------- |
| Romário | Atacante | 2000 | 12 Gols |

## Campeonato Carioca
Artilharia
| Nome              | Posição  | Ano  | Gols    |
| ----------------- | -------- | ---- | ------- |
| Russinho          | Atacante | 1929 | 23 Gols |
| Russinho          | Atacante | 1931 | 17 Gols |
| Niginho           | Atacante | 1937 | 25 Gols |
| Lelé              | Atacante | 1945 | 13 Gols |
| Dimas             | Atacante | 1947 | 18 Gols |
| Ademir de Menezes | Atacante | 1949 | 31 Gols |
| Ademir de Menezes | Atacante | 1950 | 25 Gols |
| Saulzinho         | Atacante | 1962 | 18 Gols |
| Roberto Dinamite  | Atacante | 1978 | 19 Gols |
| Roberto Dinamite  | Atacante | 1981 | 31 Gols |
| Roberto Dinamite  | Atacante | 1985 | 12 Gols |
| Romário           | Atacante | 1986 | 16 Gols |
| Romário           | Atacante | 1987 | 16 Gols |
| Valdir Bigode     | Atacante | 1993 | 19 Gols |
| Romário           | Atacante | 2000 | 19 Gols |
| Valdir Bigode     | Atacante | 2004 | 14 Gols |
| Alecsandro        | Atacante | 2012 | 12 Gols |
| Edmilson          | Atacante | 2014 | 11 Gols |

Seleção
| Nome             | Posição          | Ano  |
| ---------------- | ---------------- | ---- |
| Martín Silva     | Goleiro          | 2015 |
| Martín Silva     | Goleiro          | 2016 |
| Luan             | Zagueiro         | 2016 |
| Rodrigo          | Zagueiro         | 2016 |
| Andrezinho       | Meia             | 2016 |
| Nenê             | Meia             | 2016 |
| Riascos          | Atacante         | 2016 |
| Martín Silva     | Goleiro          | 2017 |
| Douglas Luiz     | Volante          | 2017 |
| Yago Pikachu     | Lateral-Direito  | 2018 |
| Leandro Desábato | Volante          | 2018 |
| Paulinho         | Atacante         | 2018 |
| Leandro Castán   | Zagueiro         | 2019 |
| Lucas Mineiro    | Volante          | 2019 |
| Thiago Rodrigues | Goleiro          | 2022 |
| Nenê             | Meia             | 2022 |
| Lucas Piton      | Lateral-Esquerdo | 2024 |

Melhor técnico
| Nome       | Ano  |
| ---------- | ---- |
| Jorginho   | 2016 |
| Zé Ricardo | 2018 |

Craque do campeonato
| Nome     | Posição  | Ano  |
| -------- | -------- | ---- |
| Nenê     | Meia     | 2016 |
| Paulinho | Atacante | 2018 |

Revelação
| Nome       | Posição  | Ano  |
| ---------- | -------- | ---- |
| Tiago Reis | Atacante | 2019 |

Craque da galera
| Nome        | Posição  | Ano  |
| ----------- | -------- | ---- |
| Germán Cano | Atacante | 2021 |

### Prêmio Craque do Cariocão
Premiados na categoria "ouro"
| Nome              | Posição           | Ano  |
| ----------------- | ----------------- | ---- |
| Thiago Martinelli | Zagueiro-Direito  | 2010 |
| Philippe Coutinho | Meia-Direita      | 2010 |
| Anderson Martins  | Zagueiro-Esquerdo | 2011 |
| Dedé              | Zagueiro-Direito  | 2011 |
| Éder Luís         | Atacante          | 2011 |
| Fagner            | Lateral-Direito   | 2012 |
| Dedé              | Zagueiro-Direito  | 2012 |
| Rômulo            | Volante-Direito   | 2012 |
| Felipe Maestro    | Meia-Esquerda     | 2012 |
| Alecsandro        | Atacante          | 2012 |
| Éder Luís         | Atacante          | 2012 |
| Martín Silva      | Goleiro           | 2014 |
| Rodrigo           | Zagueiro-Direito  | 2014 |
| Luan              | Zagueiro-Esquerdo | 2014 |
| Marlon            | Lateral-Esquerdo  | 2014 |

Premiados na categoria "prata"
| Nome                 | Posição          | Ano  |
| -------------------- | ---------------- | ---- |
| Carlos Alberto       | Meia-Direita     | 2010 |
| Thiago Feltri        | Lateral-Esquerdo | 2012 |
| Juninho Pernambucano | Meia-Direita     | 2012 |
| Reginaldo            | Atacante         | 2014 |

Premiados na categoria "bronze"
| Nome           | Posição           | Ano  |
| -------------- | ----------------- | ---- |
| Fernando Prass | Goleiro           | 2010 |
| Titi           | Zagueiro-Esquerdo | 2010 |
| Dodô           | Atacante          | 2010 |

Paixão RJ
Prêmio dado para o jogador mais querido dos torcedores
| Nome | Posição          | Ano  |
| ---- | ---------------- | ---- |
| Dedé | Zagueiro-Direito | 2012 |

### Seleção eleita pela Rádio Globo
Seleção
| Nome          | Posição           | Ano  |
| ------------- | ----------------- | ---- |
| Madson        | Lateral           | 2015 |
| Rodrigo       | Zagueiro-Esquerdo | 2015 |
| Luan          | Zagueiro-Direito  | 2015 |
| Pablo Guiñazú | Volante           | 2015 |
| Doriva        | Treinador         | 2015 |

Melhor Jogador
| Nome          | Posição | Ano  |
| ------------- | ------- | ---- |
| Pablo Guiñazú | Volante | 2015 |

### Taça Guanabara
Artilharia
| Nome           | Posição  | Ano  | Gols    |
| -------------- | -------- | ---- | ------- |
| Leandro Amaral | Atacante | 2007 | 7 Gols  |
| Dodô           | Atacante | 2010 | 7 Gols  |
| Alecsandro     | Atacante | 2012 | 8 Gols  |
| Edmilson       | Atacante | 2014 | 10 Gols |